# Negativität
Die Negativität bezeichnet in der Quantenmechanik und Quanteninformatik ein einfach zu berechnendes Verschränkungsmaß.

## Definition
Die Negativität {\displaystyle N} ist eine Funktion, die jedem (reinen oder gemischten) Zustand {\displaystyle \rho } eines zusammengesetzten Quantensystems (mit Hilbertraum {\displaystyle {\cal {H}}={\cal {H}}_{A}\otimes {\cal {H}}_{B}}) eine nicht-negative Zahl zuordnet, nämlich die Summe der Beträge der negativen Eigenwerte der partiell transponierten Dichtematrix:
{\displaystyle N(\rho )={\frac {1}{2}}\left(\|\rho ^{T_{A}}\|_{1}-1\right)},
wobei {\displaystyle \|\cdot \|_{1}} die Spurnorm bezeichnet. Die logarithmische Negativität {\displaystyle E_{N}(\rho )} ist definiert durch
{\displaystyle E_{N}(\rho )=\log _{2}\|\rho ^{T_{A}}\|_{1}=\log _{2}\left[2N(\rho )+1\right]}.
Für Dichtematrizen auf {\displaystyle {\cal {H}}} ist die partielle Transposition {\displaystyle T_{A}} als die lineare Abbildung definiert, die jeder Dichtematrix der Form {\displaystyle \rho _{A}\otimes \rho _{B}} die Matrix {\displaystyle (\rho _{A}\otimes \rho _{B})^{T_{A}}=\rho _{A}^{T}\otimes \rho _{B}} zuordnet und für beliebige Matrizen auf {\displaystyle {\cal {H}}} mittels Linearität definiert ist. Da die Transposition {\displaystyle \rho \mapsto \rho ^{T}} eine positive, aber nicht vollständig positive Abbildung ist, ist die partielle Transposition nicht positiv und für manche Dichtematrizen gilt {\displaystyle \rho ^{T_{A}}\not \geq 0} und somit {\displaystyle N(\rho )>0}.
Die Negativität ist genau für die Zustände nicht Null, die durch das Peres-Horodecki-Kriterium als verschränkt erkannt werden und also gleich Null für alle separablen Zustände, aber auch die PPT-verschränkten Zustände.
Das Maß wurde 1998 von Życzkowski et al. eingeführt und seine wesentlichen Eigenschaften wurden von Vidal und Werner bewiesen.

## Eigenschaften
- {\displaystyle N} ist ein Verschränkungsmaß, d. h. insbesondere, dass es monoton unter lokalen Operationen ist: {\displaystyle N(\rho ')\leq N(\rho )} wann immer {\displaystyle \rho '} aus {\displaystyle \rho } durch lokale Operationen und klassische Kommunikation (LOCC) erzeugt werden kann.[2] Das gilt ebenso für logarithmische Negativität.[3]
- Die Funktion {\displaystyle N} ist konvex, aber {\displaystyle E_{N}} nicht.[2]
- Es gibt verschränkte Zustände {\displaystyle \rho }, für die {\displaystyle N(\rho )=E_{N}(\rho )} (die „PPT-verschränkten“ Zustände).
- {\displaystyle N(\rho )>0} ist notwendige Bedingung dafür, dass der Zustand {\displaystyle \rho } destillierbar ist, d. h. durch LOCC in einen reinen verschränkten Zustand transformiert werden kann. Darüber hinaus gilt, dass {\displaystyle E_{N}(\rho )} eine obere Schranke für die mit {\displaystyle \rho } erreichbare Verschränkungsdestillationsrate ist. D. h., aus {\displaystyle M} Systemen im Zustand {\displaystyle \rho } lassen sich durch LOCC nicht mehr als {\displaystyle ME_{N}(\rho )} reine Bell-Zustände gewinnen. Somit ist {\displaystyle E_{N}} auch eine obere Schranke für die Destillierbare Verschränkung.[2]
- Die Negativität liefert auch eine untere Schranke dafür, wie nah der Zustand {\displaystyle \rho } durch LOCC dem maximal verschränkten Zustand {\displaystyle P_{+}} in {\displaystyle {\mathcal {H}}} gebracht werden kann:[4] der Spurnormabstand zwischen {\displaystyle P_{+}} und dem lokal transformierten Zustand {\displaystyle P(\rho )} ist immer {\displaystyle \geq 2(1-{\frac {1+2N(\rho )}{d}})}, wobei {\displaystyle d} die Dimension des kleineren der beiden Hilberträume bezeichnet: {\displaystyle d=\mathrm {min} \{\mathrm {dim} ({\cal {H}}_{A}),\mathrm {dim} ({\cal {H}}_{B})\}}. Daraus folgt auch, dass sich nach oben abschätzen lässt, wie gut die beste mit {\displaystyle \rho } erreichbare Quantenteleportation ist: für die Fidelität {\displaystyle F_{\mathrm {max} }}, mit der ein {\displaystyle d}-dimensionaler maximal verschränkter Zustand teleportiert werden kann, gilt {\displaystyle F_{\mathrm {max} }\leq (1+2N(\rho ))/d}.[2]
- Die logarithmische Negativität ist additiv, d. h., dass für ein Tensorprodukt von bipartiten Zuständen {\displaystyle \rho =\rho _{1}\otimes \rho _{2}} gilt, dass {\displaystyle E_{N}(\rho )=E_{N}(\rho _{1})+E_{N}(\rho _{2})}.[2]
- Negativität und logarithmische Negativität lassen sich einfach aus den Eigenwerten der partiell transponierten Dichtematrix berechnen. Dies steht im Gegensatz zu den meisten anderen Verschränkungsmaßen, für deren Berechnung das Auffinden eines Optimums über einen hochparametrigen Raum notwendig ist (z. B. Formationsverschränkung oder destillierbare Verschränkung) oder deren Berechnung die Lösung eines NP-schweren Problems beinhaltet (wie alle treuen Verschränkungsmaße, die nur für separable Zustände gleich 0 sind). Daher werden {\displaystyle N} und {\displaystyle E_{N}} insbesondere oft bei der numerischen Beschreibung von hochdimensionalen Systemen verwendet, zum Beispiel in der Vielteilchenphysik zur Charakterisierung von Quantenphasenübergängen.[5]